# Schaerbeek vasútállomás
Schaerbeek vagy Schaarbeek vasútállomás Brüsszel Schaerbeek nevű kerületében.

A város központjától északkeletre fekszik, főleg a városközpont és Leuven, Antwerpen, illetve a Brüsszeli Nemzetközi Repülőtér között közlekedő vonatokat szolgálja ki. Ezeken a vonalakon ez az első állomás, melyen a szerelvények áthaladnak az Észak-Déli összekötő vonal után (Északi, Központi és Déli pályaudvarok). Bár csak helyi vonatok állnak meg Schaerbeek-nél, az állomás számos interregionális és csúcsidőszaki járat végállomásaként is szolgál.
Az állomás viszonylag nagy, 13 peronja van, melyeket 3-tól 15-ig számoznak. Az 1-es és 2-es vágányokat régebben az utasok gépkocsijait is szállító, főleg Dél-Franciaországi célállomásokra közlekedő szerelvények részére tartották fenn. Ezeket 2000-ben a Denderleeuw vasútállomásra irányították át, végül 2003-ban megszüntették. Schaerbeek állomás délnyugatra fekszik egy kiterjedt vasútüzemi területtől, ahol egy teherpályaudvar és egy vontatási műhely is található.
A flamand neoreneszánsz stílusú, pompás állomásépület Franz Seulen építész tervezése, és két fázisban épült: a bal szárny 1890 körül, a fő (jobb) szárny 1913-ban. Az épületet műemlékké nyilvánították 1994-ben, és a homlokzatot visszaállították. Ma az épület jórészt használaton kívül van, a jegypénztárak korlátozott időtartamban tartanak nyitva hétköznap.
Az állomás előtti tér a 92-es villamos és a 69-es busz végállomásaként üzemel. Az 58-as és 59-es buszok szintén megállnak itt.

## Vasútvonalak
Az állomást az alábbi vasútvonalak érintik:
- Brüsszel–Antwerpen-vasútvonal
- Brüsszel–Liège-vasútvonal
- Brüsszel–Namur-vasútvonal
- 26-os vasútvonal
- 27-es vonal
- 28-as vasútvonal

## Kapcsolódó állomások
Az állomáshoz az alábbi állomások vannak a legközelebb:
- Buda railway station (Antwerpen-Centraal, Line S1)
- Bruxelles-Nord (Nivelles railway station, Line S1)
- Haren-South railway station (Leuven railway station, Line S2)
- Royal railway station
- Bruxelles-Nord (Braine-le-Comte railway station, Line S2)
- Bruxelles-Nord (Denderleeuw railway station, Line S6)

## Fordítás
- Ez a szócikk részben vagy egészben  a   Schaarbeek railway station című angol Wikipédia-szócikk ezen változatának fordításán alapul.  Az eredeti cikk szerkesztőit annak laptörténete sorolja fel. Ez a jelzés csupán a megfogalmazás eredetét és a szerzői jogokat jelzi, nem szolgál a cikkben szereplő információk forrásmegjelöléseként.